# Sát thủ và vệ sĩ
Sát thủ và vệ sĩ (tiếng Trung: 十月圍城, tiếng Anh: Bodyguards and Assassins) là một bộ phim điện ảnh Hồng Kông – Trung Quốc thuộc thể loại lịch sử – hành động – chính kịch ra mắt năm 2009 do Trần Đức Sâm làm đạo diễn. Bộ phim có sự tham gia diễn xuất của các diễn viên bao gồm Vương Học Kỳ, Lương Gia Huy, Chân Tử Đan, Tạ Đình Phong, Lý Vũ Xuân, Phạm Băng Băng, Tăng Chí Vỹ, Trương Hàm Dư, Ba Đặc Nhĩ, Vương Bách Kiệt, Hồ Quân và Lê Minh.
Phim chính thức ra mắt tại Trung Quốc vào ngày 18 tháng 12 năm 2009 và tại Việt Nam vào ngày 16 tháng 4 năm 2010. Với màn trình diễn xuất sắc về vai diễn A Tứ, Tạ Đình Phong đoạt giải Nam diễn viên phụ xuất sắc nhất tại giải thưởng điện ảnh Hồng Kông 2010, đồng thời bộ phim cũng đoạt giải Phim hay nhất.

## Nội dung
Đầu thế kỷ 20, đất nước Trung Quốc lâm vào cảnh lầm than, triều đình Mãn Thanh không thể chống lại sự bành trướng xâm lăng của đế quốc phương Tây. Hồng Kông trở thành nơi lánh nạn của nhiều nhà chí sĩ lưu vong. 
Tháng 10 năm 1905, nhà cách mạng Tôn Trung Sơn rời Nhật Bản tới đất Hương Cảng để tìm đường cứu nước. Tại đây, ông có một giờ đồng hồ để họp bàn với các chiến sĩ cách mạng về con đường cứu nước cho dân tộc. Trong khoảng thời gian ngắn ngủi ấy, ông được bảo vệ bởi đội vệ sĩ, gồm nhiều tầng lớp trong dân chúng, trước âm mưu ám sát của triều đình Mãn Thanh. Cuối cùng, dù cho đa số thành viên trong đội vệ sĩ đã tử trận, nhưng họ vẫn kịp đưa Tôn Trung Sơn rời khỏi Hồng Kông an toàn. Đó chính là tiền đề cho cuộc cách mạng Tân Hợi sau này.

## Diễn viên
Đa số nhân vật trong phim đều là hư cấu, tuy nhiên trong phim có tới ba nhân vật là có thật, đó là Tôn Trung Sơn, Dương Cù Vân và Trần Thiếu Bạch.
Diễn viên chính:
- Vương Học Kỳ trong vai Lý Ngọc Đường, một thương nhân thành đạt và là bạn của Trần Thiếu Bạch. Lúc đầu ông chỉ hỗ trợ một phần tài chính cho các nhà cách mạng, nhưng sau này ông đã hỗ trợ toàn bộ vật thiết yếu cho họ, và đồng thời còn là người đề xướng lập ra đội vệ sĩ để bảo vệ Tôn Trung Sơn.
- Lương Gia Huy trong vai Trần Thiếu Bạch, tổng biên tập của Trung Quốc nhật báo và là bạn của Lý Ngọc Đường. Ông là người trợ lý cho đội vệ sĩ bảo vệ Tôn Trung Sơn.
- Chân Tử Đan trong vai Thẩm Trùng Dương, một viên cảnh sát có tâm lý nghiện rượu và chơi cờ bạc. Sau này anh chính thức gia nhập đội vệ sĩ để bảo vệ Tôn Trung Sơn.
- Tạ Đình Phong trong vai Đặng Tứ Đệ, hay còn gọi là A Tứ, một người phu xe kéo luôn trung thành với Lý Ngọc Đường và gia đình của ông. Anh cũng chính là thành viên của đội vệ sĩ bảo vệ Tôn Trung Sơn. Đình Phong tiết lộ rằng anh tình nguyện cạo trọc tóc để hoàn thành tốt vai diễn này.
- Lý Vũ Xuân trong vai Phương Hồng, một thành viên trong đoàn kịch và là con gái của Phương Thiên. Cô cũng là thành viên của đội vệ sĩ bảo vệ Tôn Trung Sơn.
- Phạm Băng Băng trong vai Nguyệt Như, vợ thứ của Ngọc Đường và từng là vợ cũ của Trùng Dương.
- Tăng Chí Vỹ trong vai Smith, viên cảnh sát trưởng phục vụ tại ngũ trong quân đội đế quốc Anh.
- Trương Hàm Dư trong vai Tôn Trung Sơn, nhà cách mạng nổi tiếng người Trung Quốc và là người tổ chức cuộc họp bí mật về con đường cứu nước cùng các nhà lão thành cách mạng khác.
- Ba Đặc Nhĩ trong vai Vương Phúc Minh, còn gọi là Khứu đậu phụ (Đậu phụ thối), một nhà sư thuộc dòng phái Thiếu Lâm tự và là thành viên của đội vệ sĩ bảo vệ Tôn Trung Sơn.
- Vương Bách Kiệt trong vai Lý Trùng Quang, một sinh viên tri thức yêu nước và là con trai của Lý Ngọc Đường. Anh cũng là thành viên của đội vệ sĩ bảo vệ Tôn Trung Sơn.
- Hồ Quân trong vai Diêm Hiếu Quốc, một sát thủ thuộc nhà Thanh được nhận lệnh đi ám sát Tôn Trung Sơn, cuối cùng ông đã thất bại.
- Lê Minh trong vai Lưu Uất Bạch, một kẻ ăn mày xuất thân từ một gia đình khá giả. Anh cũng là thành viên của đội vệ sĩ bảo vệ Tôn Trung Sơn.

Diễn viên phụ và khách mời:
- Nhậm Đạt Hoa trong vai Phương Thiên, cựu Thiếu tướng và là chủ của một đoàn kịch nói. Ông cũng là cha của Phương Hồng.
- Trương Học Hữu trong vai Dương Cù Vân, một giáo viên dạy tiếng Anh, thành viên của Đồng minh hội và là người sáng lập ra Phụ Nhân văn xã. Ông bị các thích khách ám sát bằng súng và đó là mở đầu cho thời kì đen tối ở Trung Quốc.
- Chu Vận trong vai A Chuẩn, người yêu khuyết tật chưa cưới của A Tứ.
- Lý Gia Hân trong vai vợ cũ của Lưu Uất Bạch.
- Cung Lê, Ngũ Doãn Long, Thích Hành Vũ, Xa Kiếm Huy và Đỗ Vũ Hàng trong vai các thích khách Tát Trấn Sơn, Bạch Khuyết, Hắc Mãn, Hầu Thắng và Nhiếp Trung Thanh.